# Лев узимку (фільм, 2003)
«Лев узимку» — телефільм, екранізація однойменної п'єси Джеймса Голдмена, поставлена у США Андрієм Кончаловським 2003 року.

## Сюжет
1183 рік. Напередодні Різдвяних свят король Англії Генріх II, чиє життя вже добігає кінця, має назвати ім'я спадкоємця трону. На цю урочисту подію прибувають дружина Генріха II Елеонора Аквітанська, яка провела десять років у в'язниці за участь у змові проти чоловіка, коханка короля, марнотратна принцеса Але, її брат, король Франції Філіп II Август, і троє синів Генріха II — Річард Левине Серце, Джеффрі та Джон.
Всі члени родини люто ненавидять одне одного. Їх об'єднує тільки одне — непомірна жага влади й готовність піти на будь-яку зраду заради володіння нею.

### Дійові особи
- Генріх II Плантагенет — король Англії
- Елеонора Аквітанська — його дружина
- Річард I Левове Серце — їхній старший син, спадкоємець престолу
- Жоффруа II Плантагенет — другий син
- Іоанн Безземельний — третій син
- Філіп II Август — король Франції

## У ролях
- Гленн Клоуз — Елеонора Аквітанська
- Патрік Стюарт — король Генріх II
- Ендрю Говард — Річард
- Анталь Конрад — тамада
- Джон Лайт — Джеффрі
- Сома Марко — юний принц Джон (Іоанн Безземельний)
- Джонатан Ріс-Майєрс — Філіп
- Рейф Сполл — принц Джон (Іоанн Безземельний)
- Юлія Висоцька — Еліс
- Клайв Вуд — капітан Вільям Маршал